# Antonio Riva
Antonio Riva (Sanghaj, 1896. április 8. – Peking, 1951. augusztus 17.) egy olasz származású vadászpilóta volt, aki élete jelentős részét a Távol-Keleten, Kínában töltötte. Első világháborús szolgálata során 7 igazolt, és 7 igazolatlan légi győzelmet, és kapitányi rangot szerzett.

## Élete

### Fiatalkora
Antonio Riva 1896-ban született Sanghajban.

### Katonai szolgálata
Már 1915-ben a légierőnél szolgált, tehát Olaszország hadba lépésétől kezdve végigharcolta az egész háborút. 1915-ben és 1916-ban is súlyosan megsérült, nyilván ez az oka, hogy csupán 1917-től folytatott aktív repülési karriert. Riva a Squadriglia 71 (71. repülő osztag) pilótájaként kezdte a repülést, és első győzelmeként egy ászpilótát győzött le. Erre 1917. augusztus 24-én került sor, mikor Antonio Amantea segítségével lelőtte Julius Kowalczik lengyel származású osztrák-magyar ászpilótát. Ennek hírére Riva-t áthelyezték a Squadriglia 78-hoz (78. repülő osztag), és rövidesen megkapta az olasz  Katonai Vitézségi Érmet. Következő győzelmének megszerzésére egy hónappal később, 1917. december 26-án került sor. Új Hanriot HD.1-es repülőgépével egymás után 2 DFW C típusú gépet is földre kényszerített. 1918 januárjában további egy légi győzelmet szerez, Guglielmo Fornagiari-val megosztva. Májusban szerez egy igazolatlan győzelmet, majd június 15-én egy igazoltat (5 igazolt, 1 igazolatlan). 1918. júniusától októberig további 5 igazolatlan légi győzelmet aratott, többségét DFW C típusú gépek ellen. 1918. október 27-én lelőtt egy kétüléses vadászgépet, majd másnap újra igazolatlan győzelmet szerzett. Utolsó győzelmét 1918. október 29-én szerezte meg, egy Hansa-Brandenburg C.I-es osztrák-magyar repülőgép ellenében. Érdekesség, hogy Riva szinte minden győzelme megosztott, csupán 1-2 kivétel akad. 

### Légi győzelmei
| Sorszám     | Dátum               | Egység | Repülőgép    | Ellenfél              | Megjegyzés                                         |
| ----------- | ------------------- | ------ | ------------ | --------------------- | -------------------------------------------------- |
| 1           | 1917. augusztus 24. | 71ª    | Nieuport 11  | Albatros D.III        | Antonio Amantea-val megosztva.                     |
| 2           | 1917. december 26.  | 78ª    | Hanriot HD.1 | DFW C                 | -                                                  |
| 3           | 1917. december 26.  | 78ª    | Hanriot HD.1 | DFW C                 | Arthur Jarvis-el, és Silvio Scaroni-val megosztva. |
| 4           | 1918. január 27.    | 78ª    | Hanriot HD.1 | Ismeretlen            | Guglielmo Fornagiari-val megosztva.                |
| Igazolatlan | 1918. május 1.      | 78ª    | Hanriot HD.1 | Ismeretlen            | Cosimo Rennella-val megosztva.                     |
| 5           | 1918. június 15.    | 78ª    | Hanriot HD.1 | Hansa-Brandenburg C.I | Amedeo Mecozzi-val megosztva.                      |
| Igazolatlan | 1918. június 16.    | 78ª    | Hanriot HD.1 | Hansa-Brandenburg C.I | Mario Fucini-vel megosztva.                        |
| Igazolatlan | 1918. június 16.    | 78ª    | Hanriot HD.1 | Ismeretlen            | -                                                  |
| Igazolatlan | 1918. augusztus 12. | 78ª    | Hanriot HD.1 | DFW C                 | Amedeo Mecozzi-val megosztva.                      |
| Igazolatlan | 1918. október 6.    | 78ª    | Hanriot HD.1 | DFW C                 | Amedeo Mecozzi-val megosztva.                      |
| Igazolatlan | 1918. október 6.    | 78ª    | Hanriot HD.1 | Albatros D.V          | -                                                  |
| 6           | 1918. október 27.   | 78ª    | Hanriot HD.1 | Kétüléses             | -                                                  |
| Igazolatlan | 1918. október 28.   | 78ª    | Hanriot HD.1 | LVG                   | -                                                  |
| 7           | 1918. október 29.   | 78ª    | Hanriot HD.1 | Hansa-Brandenburg C.I | -                                                  |

### További élete
A háború után visszatért Kínába, ahol néhány évet élt. 1951-ben azonban belekeveredett a kínai forradalomba. Riva és japán társa, Ruichi Yamaguchi Mao Ce-tung, és más magas rangú kommunista tisztviselők megölésére készült. Azonban az összeesküvés kiszivárgott, amely után Riva-t és Yamaguchi-t ellenforradalmi tevékenységekkel vádolták meg, majd 1951. augusztus 17-én mindkettőjüket kivégezték.